# Бал-маскарад (опера)
«Бал-маскарад» (італ. Un ballo in maschera) — опера на три дії італійського композитора Джузеппе Верді на лібрето Антоніо Сомма за сюжетом Ежена Скріба. Перша постановка відбулася в римському Театро Аполло 17 лютого 1859 року. Сюжет опери заснований на історії про вбивство короля Швеції Густава III, але був сильно змінений на вимогу цензури. В наш час[коли?] при багатьох постановках використовуються справжні шведські імена.

## Дійові особи
- Річард, граф Уорік, губернатор Бостона (в первісній версії - Густав, король Швеції) — тенор.
- Амелія, дружина Ренато — сопрано.
- Ренато, чоловік Амелії, секретар Річарда (граф Анкарстрем) — баритон.
- Оскар, паж — сопрано.
- Ульріка (мадам Арвідсон), ворожка — контральто.
- Суддя — тенор.
- Сильван (Християн) — тенор.
- Самюель (граф Роббінг) — бас.
- Том (граф Горн) — бас.

## Зміст
Швеція, 1792 — або Бостон, Массачусетс, кінець XVII століття.

### Дія I
Ранок. Річард, губернатор штату Массачусетс, приймає відвідувачів, серед них - вороги Річарда: Семюель і Том, чий незадоволений гомін змішується з загальним вихвалянням губернатора (хор «Posa in pace»). Паж Оскар приносить Річарду список запрошених на бал, який повинен відбутися незабаром. Серед запрошених і Амелія, дружина секретаря і друга Ренато губернатора креола, в яку він таємно закоханий («La rivedra nell’estasi»). Ренато повідомляє Річарду, що Семюель і Том готують змову, що загрожує життю губернатора («Alla vita che t’arride»). Потім вони, а також Оскар і суддя вирушають в масках до чарівниці Ульріки (фінальний ансамбль «Ogni cura si doni al biletto»).
Ульріка чаклує в своїй оселі («Re dell’abisso»). З'являється Річард у костюмі рибалки, але в цей момент Сільвано, слуга Амелії, просить прийняти його господиню. Ульріка залишається з нею на самоті. Річард, сховавшись, чує їхню розмову. Амелія зізнається, що закохана і просить дати їй зілля, яке вилікувало б її від пристрасті. Чаклунка велить Амелії піти вночі на пустир, де відбуваються страти («Della citta all’occaso»), і зібрати там чарівну траву. Як тільки молода жінка іде, Річард просить Ульріку передбачити йому долю («Di tu se fedele»). Ульріка говорить, що він помре від руки одного друга. Річард налаштований скептично («E scherzo od e follia»). Чаклунка попереджає графа, що його вбивцею стане той, хто першим потисне йому руку. Цією людиною виявляється Ренато, і всі переконуються в облуді її прогнозів.

### Дія II
Ніч. Пустельне полі в околицях Бостона. Місяць освітлює силуети шибениць. Сюди прийшла Амелія («Ecco l’orrido campo»). Вона закохана в Річарда («Ma dall’arido stelo»). З'являється Річард і зізнається їй у коханні («Non sai tu che se l’anima mia»). З захопленням він дізнається, що Амелія теж любить його («Ah, qual soave brivido»). Раптом приходить Ренато: він попереджає губернатора про близьку небезпеку. Річард просить подбати про його даму, котра сховала обличчя під вуаллю, і тікає (терцет «Odi tu come fremono cupi»). Ренато перегороджує дорогу змовникам, Амелія, прийшовши до нього на допомогу, випадково відкриває своє обличчя. Семюель і Том підсміюються над Ренато. Він же, прагнучи помсти, домовляється з ними про зустріч, маючи намір брати участь у змові.

### Дія III
Картина І. Кабінет у будинку Ренато. У глибині - портрет Річарда на весь зріст. Ренато загрожує Амелії смертю, вона просить дозволити їй востаннє обійняти сина («Morro, ma prima in grazia»). Чоловік розуміє, що повинен мстити не їй, а другу-зраднику і з гіркотою звертається до портрета («Eri tu che macchiavi quell’anima»). Приходять Семюель і Том і разом з Ренато вирішують тягнути жереб, кому вбити графа (терцет «Dunque l’onta di tutti sol una»). Ренато змушує Амелію витягти жереб: він падає на її чоловіка. Вбивство повинне відбутися під час балу-маскараду, і змовники вже передчувають перемогу.
Картина II. Кабінет Річарда. Він підписує указ, за яким Ренато і його дружина повинні переїхати до Англії («Forse la soglia attinse»). Сумні передчуття тіснять його душу, коли він думає про Амеліїю («Ma se m’e forza perderti»).
Картина III. Із залу лунає музика. Річард поспішає побачити кохану («Si, rivederti Amelia»). Змішавшись з натовпом гостей, Ренато дізнається у Оскара, під якою маскою зник Річард. Амелія попереджає його про небезпеку, обидва знову охоплені пристрастю  (дует «Ah! perche qui!.. fuggite», «T’amo, si, t’amo, e in lagrime»). Річард повідомляє Амелії про майбутню розлуку. Коли він прощається з нею, Ренато завдає йому смертельний удар. Серед загального замішання Річард виправдовує Амелію («Ella e pura: in braccio a morte»). Він вмирає, простивши своїх убивць.

## Українські постановки
Український переклад лібрето здійснив Борис Тен. У 1950-х роках «Бал-Маскарад» в його перекладі ставили у Харківському та Київському оперних театрах (під орудою В. Тольби). Головні партії виконували Василь Третяк, Сергій Козак, Євдокія Колесник, Галина Туфтіна та Клавдія Радченко.